# Accipiter butleri
Gavião-de-nicobar ou gavião-das-nicobar (Accipiter butleri) é uma espécie de ave de rapina da família Accipitridae.
É endémica da Índia.
Os seus habitats naturais são as florestas subtropicais ou tropicais húmidas de baixa altitude. Está ameaçada por perda de habitat.